# Rafael Obligado
Rafael Obligado (Buenos Aires, 27 de enero de 1851 - Mendoza, 8 de marzo de 1920) fue un escritor, poeta y académico argentino, padre del también poeta Carlos Obligado.

## Biografía

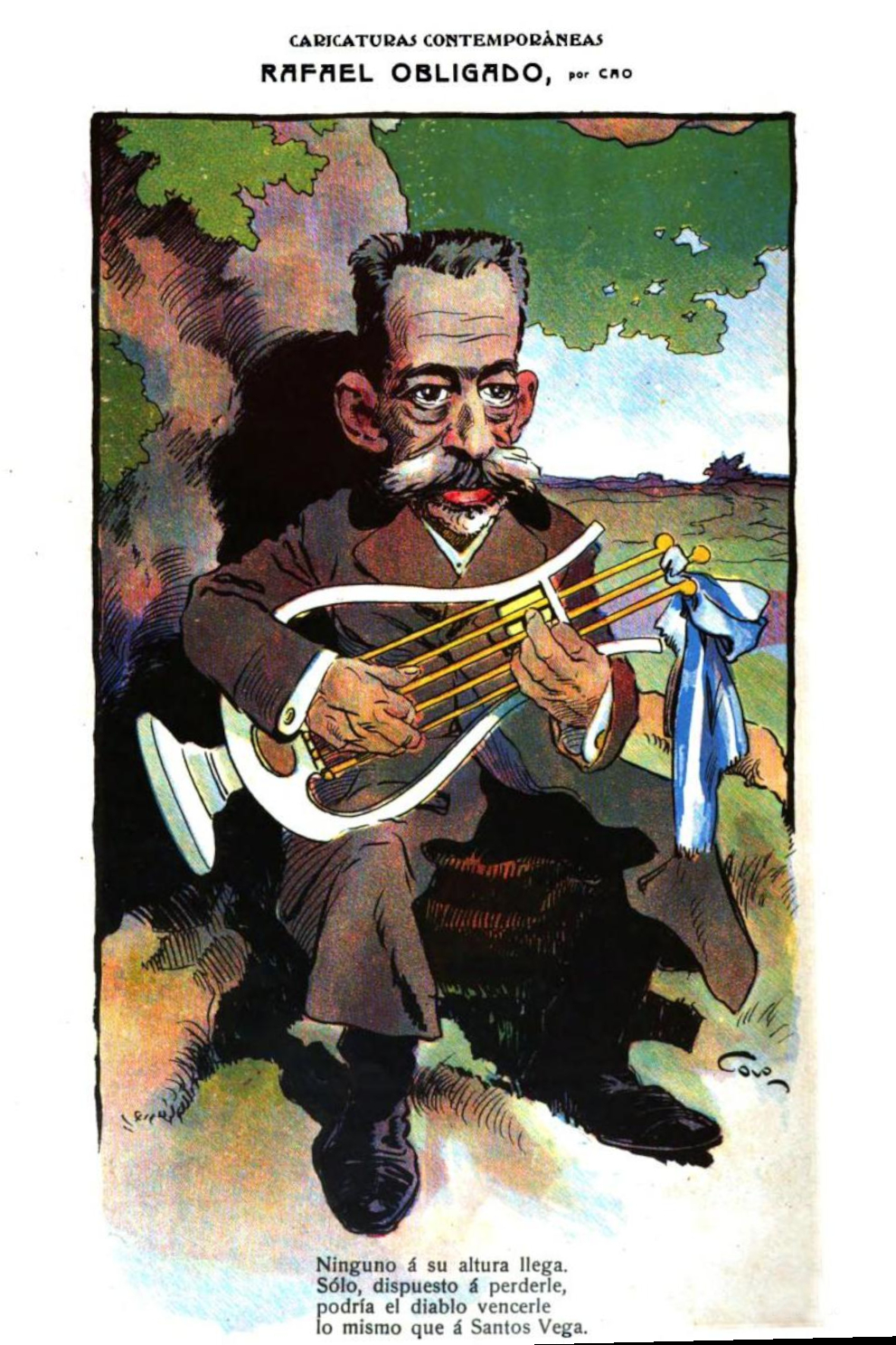
Caricaturizado por Cao en la revista Caras y Caretas (1906)

Sus padres Luis Obligado y Saavedra y María Jacinta Ortiz Urién eran de la clase patricia, y le brindaron excelente educación. Cursó estudios en el Colegio Nacional de Buenos Aires. Inició estudios en la Facultad de Derecho, pero los abandonó rápidamente. Su vocación lo llevó al estudio de los clásicos, antiguos y españoles.
Conocido como "el poeta del Paraná" y perteneciente a la generación de 1880, escribió poesía con temática "gauchesca" pero con palabras "cultas", influido por la poesía francesa de fines del siglo XIX.  Vivió en la estancia paterna, con un bellísimo castillo en el paraje de la Vuelta de Obligado, un recodo de las Barrancas del río Paraná ubicado exactamente dentro del partido de Ramallo cercano al límite con el partido de San Pedro en la provincia de Buenos Aires. Se casó a los 35 años, en 1886. Tres años más tarde, en 1889, lo nombraron correspondiente de la Academia Española.
Su obra más importante es el "Santos Vega".
Fue uno de los fundadores de la Facultad de Filosofía y Letras (Universidad de Buenos Aires); consejero y vicedecano en varias oportunidades; y recibió  en 1909, el doctorado honoris causa.
En "El hogar paterno", "En la ribera", "Primavera", "Nido de boyeros", el paisaje es una constante. El Paraná, las islas, su flora, "En la ribera" 
"Santos Vega" es el poema más perfecto de entre las "Leyendas argentinas".